# 瓦西里夫卡 (法斯蒂夫區)
50°13′14″N 29°41′21″E / 50.22056°N 29.68917°E
瓦西里夫卡（烏克蘭語：Василівка）是位於烏克蘭北部的村莊，由基輔州法斯蒂夫區的托馬希夫卡市鎮負責管轄。該村面積0.22平方公里，海拔高度188米，2001年人口為15，人口密度每平方公里68.2人。